# Oeiras Open Challenger IV 2021
L’Oeiras Open IV 2021 è stato un torneo di tennis professionistico giocato su campi in terra rossa. È stata la quarta edizione del torneo e faceva parte della categoria Challenger 50 nell'ambito dell'ATP Challenger Tour 2021. Si è svolta al Complexo Desportivo do Jamor di Oeiras, in Portogallo, dal 24 al 30 maggio 2021.

## Partecipanti

### Teste di serie
| Nazionalità   | Giocatore            | Ranking* | Testa di serie |
| ------------- | -------------------- | -------- | -------------- |
| Francia       | Mathias Bourgue      | 195      | 1              |
| Taipei cinese | Wu Tung-lin          | 267      | 2              |
| Germania      | Julian Lenz          | 269      | 3              |
| Taipei cinese | Tseng Chun-hsin      | 274      | 4              |
| Ecuador       | Roberto Quiroz       | 275      | 5              |
| Spagna        | Carlos Gimeno Valero | 286      | 6              |
| Argentina     | Pedro Cachín         | 292      | 7              |
| Italia        | Riccardo Bonadio     | 293      | 8              |

* Ranking al 17 maggio 2021.

### Altri partecipanti
I seguenti giocatori hanno ricevuto una wild card per il tabellone principale:
- Pedro Araújo
- Tiago Cação
- Luís Faria

Il seguente giocatore è entrato in tabellone come ranking protetto:
- Viktor Galović

Il seguente giocatore è entrato in tabellone come Alternate:
- Corentin Denolly

I seguenti giocatori sono passati dalle qualificazioni:
- Filip Cristian Jianu
- Nikolás Sánchez Izquierdo
- Timofej Skatov
- Denis Yevseyev

## Punti e montepremi
| Torneo    | Torneo              | V     | F     | SF    | QF  | 2T  | 1T  | Q | Q2  | Q1  |
| Singolare | Punti               | 50    | 30    | 15    | 7   | 4   | 0   | 2 | 1   | 0   |
| Singolare | Premi in denaro (€) | 4 400 | 2 600 | 1 550 | 900 | 530 | 320 | – | 160 | 100 |
| Doppio    | Punti               | 50    | 30    | 15    | 7   | –   | 4   | – | –   | –   |
| Doppio    | Premi in denaro (€) | 1 700 | 1 000 | 600   | 350 | –   | 200 | – | –   | –   |

## Campioni

### Singolare
In finale  Gastão Elias ha sconfitto  Holger Rune con il punteggio di 5-7, 6-4, 6-4.

### Doppio
In finale  Jesper de Jong /  Tim van Rijthoven hanno sconfitto  Julian Lenz /  Roberto Quiroz con il punteggio di 6-1, 7-6(3).